# 알렉산드로스 치올리스
알렉산드로스 치올리스(그리스어: Αλέξανδρος Τζιόλης, 1985년 2월 13일, 카테리니 ~)는 그리스의 전 프로 축구 선수로, 포지션은 수비형 미드필더이다.

## 클럽 경력

### 초기 클럽 경력
치올리스는 청소년기에 축구를 시작하였는데, 그가 처음 입단한 팀은 지역의 아폴론 리토호루였다. 그는 이곳에서 1995년부터 7년을 활약하였고, 파니오니오스 스카우터는 그의 재능을 알아보고 아테네로 그를 데려갔다. 그는 세 시즌간 파니오니오스 팀의 주축 선수를 맡아 61경기에 출전하여 3골을 득점하였다. 그 결과, 파나티나이코스가 그를 영입하기 위해 파니오니오스에게 €650,000을 제의하여 이적하기에 이르렀다.

### 파나티나이코스
치올리스는 2006-07 시즌에 활약했으나 이름 값을 해내지 못한 스타 선수 이고르 비스칸의 1군 대체자로소 입지를 다졌다. 파나티나이코스가 무관에 머물자, 치올리스는 그의 팀 동료인 루카스 빈트라와 함께 비난의 대상이 되었다. 두 선수는 영입 당시 그리 큰 비용이 지출되지 않은 데다가 대형 계약이 아닌 데에 있어서 비난은 불공평해 보였다. 2007-08 시즌 말, 치올리스는 파나티나이코스를 떠날 뻔 하였으나, 헹크 텐 카터 신임 감독은 그를 잔류시키기로 결정하였다. 2008-09 시즌 동안 대개 외면을 받았던 치올리스는 11월에 팀 명단에 이름을 올렸고, 베르더 브레멘과의 UEFA 챔피언스리그 경기에서는 파나티나이코스의 3번째 골로 독일 클럽을 3-0으로 격침시키면서 MVP로 선정되었다. 몇 기의 그리스 스포츠 언론에 따르면, 그는 근래에 받은 비판으로 팬들과 승리를 만끽하기를 거부하였다고 보도했다. 텐 카터 감독이 4-3-2-1 포메이션에 기초한 전술을 선호하면서, 그는 마르셀루 마투스를 넘어 더 많은 기회를 잡을 것으로 기대되었다. 그 후로, 그는 지우베르투 시우바, 시망 마트 주니오르와 잘 연계하며 팀의 주요 선수로 자리잡기 시작하였다.

### 베르더 브레멘
2009년 1월 7일, 파나티나이코스는 베르더 브레멘과의 합의를 보게 되면서 치올리스를 독일 클럽으로 €300,000의 값에 최소 6개월을 보내게 되었다. 이 기간이 지난 후, 베르더 브레멘은 치올리스를 €1.6M에 완전히 영입할 수 있는 권한을 가졌다.
치올리스는 브레멘의 중원에서 전형적인 역할을 맡았고, 팀이 2009년 5월 20일에 UEFA컵 결승전에서 샤흐타르 도네츠크를 상대하도록 하였다. 결승전에서, 그는 페터 니마이어와 103분에 교체 출전하였다. 브레멘이 1골차로 끌려갈 때 그는 동점골을 거의 득점할 뻔 하였으나, 팀은 샤흐타르와의 마지막 UEFA컵 결승전에서 최종 스코어 1-2로 패하였다. 치올리스는 같은 시즌에 레버쿠젠을 1-0으로 꺾은 DFB-포칼 결승전에도 출전하였고, 촐리스는 프로 데뷔 이후 처음으로 우승컵을 품에 안았다.

### 시에나
2010년 1월 29일, 파나티나이코스는 전파나티나이코스 감독인 알베르토 말레사니 감독과의 합의를 통해 치올리스를 이탈리아 세리에 A 클럽 시에나로 €1.4M에 이적시켰다. 2010년 2월 7일, 그는 삼프도리아와의 2010년 2월 7일 세리에 A 경기에서 데뷔하였다. 촐리스는 시에나에서 주전을 확보하였으나, 팀은 세리에 B 강등을 피하지 못하였다.

### 라싱 산탄데르
2010년 8월, 스페인 라 리가 클럽 라싱 산탄데르가 치올리스를 1년 임대하는 것으로 확인되었다. 그리스 국가대표 알렉산드로스 치올리스는 1-0으로 승리한 라트비아와의 국제 경기 이후, 다리 골절로 6달동안 결장해야 했다. 이탈리아 세리에 B의 시에나에서 라싱 산탄데르로 임대된 이 수비형 미드필더는 고통 속에 필드를 퇴장하였고, 의료진들에 의해 즉시 진단이 되었고, 25세의 선수는 수술을 위해 병원으로 후송되었다. 스페인 클럽 라싱은 수술이 성공적으로 끝났음을 확인하였으나, 재활 기간이 4개월에서 6개월인 것도 보고받았다. 치올리스는 재활을 위해 프리메라 디비시온 클럽과의 임대 계약을 해지하고 이탈리아로 복귀할 것처럼 보였었다.
이후, 리그의 시즌 후반을 성공적으로 치르면서 라싱은 시에나로부터 그를 비공개 이적료에 영입하였다. 26세 미드필더는 수비진에 대해 고심중이었던 라싱 산탄데르 감독 엑토르 쿠페르의 영입 대상이었다.

### 모나코
2012년 1월, 라싱 산탄데르는 치올리스의 방출을 발표했는데, 발표 내용에 따르면 그들과 모나코가 선수를 프랑스 클럽으로 이적시키는데 "상호간의 합의가 이루어졌다"라고 되어 있었다. 모나코는 전 시즌 여름에 프랑스 리그 2로 강등되었고, 러시아 사업가 드미트리 리볼로플례프가 12월에 인수하여 거액으로 팀을 보강하기 전까지 순위가 바닥을 기어다니고 있었다. 치올리스는 라싱 산탄데르에서 18개월을 보냈고, 처음 12개월은 영구 이적 합의를 보기 전에 시에나로부터의 임대였다. 그는 클럽과 3년 반 계약을 체결하였다.

### APOEL
2012년 8월 31일, 치올리스는 키프로스의 APOEL과 1년 임대 계약을 체결하면서 모나코에서 이적하였다. APOEL 공식 기사 제목은 “APOEL FC, 축구 선수 알렉산드로스 치올리스 1년 계약 발표”로 읽혀졌다. 치올리스는 앞서 1월에 라싱 산탄데르로부터의 이적으로 모나코에 합류하였었다. 그는 그리스 국가대표 동료인 예오르요스 차벨라스와 함께 팀의 주축이 될 것으로 기대되었으나, 큰 인상을 주는데 실패하고, 많이 출전하지 못하였다.
APOEL 임대 기간 동안, 그는 프로 데뷔 이후 처음으로 리그 우승을 경험하였는데, 2번을 제외한 모든 리그 경기에 출전하여 팀이 키프로스 1부 리그 우승을 거두는데 도움을 주었다.

### PAOK
2013년 6월 25일, 치올리스는 수페르리가 엘라다의 PAOK와 3년 계약을 체결하였다. 8월 17일, 그는 3-0으로 이긴 스코다 크산티와의 홈경기에서 리그 데뷔전을 치르었다. 2013년 12월 22일, 그는 레바디아코스와의 홈경기에서 첫 골을 득점하였고, 팀은 승리하였다. 2013-14 시즌 초반기에 PAOK의 주축 선수였다는 것에도 불구하고, 거물급 선수들의 영입은 그의 2014년 FIFA 월드컵 참가 의사와 맞물려 쉬페르리그 클럽 카이세리스포르로 이적하기에 이르렀다.

### 카이세리스포르
2014년 1월 31일, 그는 PAOK에서 카이세리스포르로 6개월간 임대되었다. 이 기간이 지난 후, 카이세리스포르는 치올리스를 €1.5M에 영입할 권한을 가졌고, 이적 9일 후, 그는 엘라지그스포르와의 원정 경기에서 쉬페르리그 데뷔전을 치르었고, 팀은 패하였다.

## 국가대표팀 경력
U-21 국가대표로 자국 경기에 12번 출전했던 치올리스는 2006년 1월 21일에 대한민국과의 친선경기에서 그리스 성인 국가대표로 데뷔하였다. 그는 UEFA 유로 2008에 유로 우승 타이틀을 방어하기 위해 참가한 선수단의 일원이었으며, 그는 1-2로 패한 스페인과의 조별 리그 경기에서 교체로 출전하였다. 그는 2010년 FIFA 월드컵 예선전에서 승리한 우크라이나와의 원정 플레이오프 경기 교체 출전을 포함하여 4차례의 경기에 출전하였다.
그는 2010년 FIFA 월드컵에 참가한 국가대표팀의 일원이기도 하였다. 그는 자국이 참가한 경기에서 모두 풀타임으로 소화하였는데, 이 중에는 그리스가 역사적인 첫 승을 거둔 나이지리아와의 2010년 6월 17일 경기도 포함되어 있었다.
그러나, 두번의 주요 대회 참가 이후, 페르난두 산투스 그리스 국가대표팀 신임 감독은 알렉산드로스 치올리스를 UEFA 유로 2012의 최종 23인 엔트리에서 제외시켰다. 2년 후, PAOK과 카이세리스포르에서 모두 훌륭한 한 해를 보낸 치올리스는 산투스 감독에 의해 30인 월드컵 예비 엔트리에 포함되었을 뿐만 아니라, 2014년 FIFA 월드컵에 본선 참가한 최종 23인 엔트리에도 이름을 올렸다.

### 국가대표팀 득점 기록
| #  | 날짜           | 경기장     | 상대     | 점수 | 결과   | 대회     |
| -- | -------------- | ---------- | -------- | ---- | ------ | -------- |
| 1. | 2011년 6월 8일 | 뉴욕, 미국 | 에콰도르 | 1–1  | 무승부 | 친선경기 |

## 플레이스타일
치올리스는 장신의 수비형 미드필더로, 공중 경합 능력이 우수하고, 강력한 장거리 슈팅이 가능하다. 그는 경기에서 "조용한" 역할을 맡는데, 그는 수비형 스토퍼보다는 딥라잉 플레이메이커 역할을 맡는 경향이 크다. 그의 경쾌한 패스와 피지컬적이 힘도 그가 경기에서 보이는 장점이다.

## 수상

### 팀
베르더 브레멘
- DFB-포칼: 2008-09
- UEFA컵 준우승: 2008-09

파나티나이코스
- 쿠펠로 엘라도스 준우승: 2006-07

APOEL
- 키프로스 1부 리그: 2012-13

### 개인
- 그리스 올해의 신인 선수상: 2004